# Ein Leben lang kurze Hosen tragen
Ein Leben lang kurze Hosen tragen (en alemany Portant pantalons curts tota la vida) és una pel·lícula biogràfica produïda l'any 2002, que es basa en fets reals i reconstrueix la història de la vida del quatre vegades assassí en sèrie alemany Jürgen Bartsch.

## Argument
Al sanatori Eickelborn, Jürgen Bartsch, de 26 anys, revela el seu ésser més íntim en una sessió de teràpia (fictícia) en un monòleg de vegades estrany.
Jürgen Bartsch era un nen força introvertit que va créixer en una llar on rep poc amor i afecte dels seus pares adoptius. A més, gairebé no té amics. En el seu temps lliure condueix amb la seva furgoneta i convenç nois perquè vinguin amb ell a la "seva cova". Aquí els lliga i els mata. Després profana els cadàvers. Quan tenia dotze anys, va patir abusos i agressions sexuals a mans d'un sacerdot en un internat catòlic de nois i va descobrir la seva atracció sexual pels nois. Tot i que la seva ment li diu el contrari, Jürgen encara no veu alternativa. Tampoc rep ajuda de ningú. Així que cedeix als seus impulsos i mata més nois prepubescents. Quan la seva última víctima s'escapa accidentalment de la seva cova, es descobreix la sèrie de crims de Jürgen. Tenia 15 anys quan va cometre el primer assassinat. Als 19 anys fou atrapat.

## Informació de fons
El guió es basa en el llibre Jürgen Bartsch: Opfer und Täter del germanoestatunidenc Paul Moor, que va contactar amb Bartsch després del primer judici i va ser una mena de figura paterna per a ell durant vuit anys. A més d'una gran part de la correspondència entre Bartsch i Moor, el llibre també publica les circumstàncies d'ambdós judicis, les diferents percepcions del cas en el públic, informació detallada de fons i cita parcialment les gravacions d'àudio que es van fer per a l'interrogatori de Bartsch i la valoració.
Sense cap comentari, la pel·lícula se centra exclusivament en el punt de vista de Bartsch i reconstrueix la seva biografia, però evita esmentar els noms reals de les víctimes de Bartsch. Als crèdits, els nois que retraten les víctimes de Bartsch a la pel·lícula -són actors exclusivament aficionats- només s'esmentaven amb els seus noms de pila. La pel·lícula es va rodar en part en llocs originals a Renània del Nord-Westfàlia.
La versió televisiva de la pel·lícula utilitza en gran manera èxits originals de l'època, que eren algunes de les músiques preferides de Bartsch. Per motius legals i de cost, s'ha hagut de compondre música nova per a la versió cinematogràfica i en DVD que, almenys, recreés atmosfèricament el material original.
Per a Sebastian Urzendowsky és la primera pel·lícula en què va interpretar un pedòfil; A Guter Junge, una pel·lícula de televisió del 2008, va tornar a aparèixer davant de la càmera en aquest paper.

## Premis
El director i autor Kai S. Pieck va ser homenatjat per la seva pel·lícula debut al Festival Internacional de Cinema Gai i Lesbià de San Francisco el 2003. El mateix any, l'editor de cinema Ingo Ehrlich va ser guardonat amb el Deutschen Kamerapreis al millor muntatge; El càmera Egon Werdin només va rebre una nominació. La pel·lícula també va rebre una menció d'honor al Festival de Cinema d'Image+Nation de Mont-real de 2003 i va guanyar el Premi Especial del Jurat al Festival de Cinema Gai i Lesbià de Torí el 2004. Al Festival de Lünen de l'any 2002 va guanyar la categoria “millor pel·lícula de pel·lícula” i, després de la seva emissió televisiva, va assolir el 3r premi dels lectors “Cinema” “Júpiter” a la “millor pel·lícula de televisió de 2003”.

## Crítica
| « | En flashbacks, s'il·lumina la majoria d'edat de Bartsch, que va anar acompanyada de rígides mesures educatives, sense que la pel·lícula en derivi explicacions superficials. Escenificada de manera objectiva i freda, amb molts elements alienants, la pel·lícula obre un espai per pensar sobre la malaltia d'un individu i la dialèctica autor-víctima associada així com les dificultats d'una societat per afrontar aquesta dialèctica. | » |
| — | |   |